# Stadion Opolski
Stadion Opolski, ze względów marketingowych Itaka Arena – stadion piłkarski w Opolu przy ulicy Leonarda Olejnika 1, wybudowany w latach 2021–2024. Domowy obiekt Odry Opole. Pojemność stadionu wynosi 11 600 miejsc siedzących. Otwarcie nastąpiło 21 marca 2025.

## Historia i budowa stadionu
Plany budowy nowego stadionu piłkarskiego w Opolu pojawiły się przed mistrzostwami Europy 2012. Nie powstał wtedy ze względu na brak wystarczającej bazy noclegowej oraz międzynarodowego lotniska. W tamtym czasie rozważano również rozbudowę Stadionu Miejskiego przy ul. Oleskiej. Realizacja inwestycji w nowej lokalizacji nabrała realnych kształtów w 2017 r., a na początku 2018 r. ogłoszono plan budowy nowego stadionu przy ul. Północnej, w sąsiedztwie Centrum Wystawienniczo-Kongresowego oraz Centrum Handlowego Karolinka.
Według lokalnych dziennikarzy nowy stadion był potrzebny, gdyż Opole było jednym z ostatnich dużych miast w Polsce, którego drużyna piłkarska – występująca w rozgrywkach centralnych – rozgrywała spotkania w roli gospodarza na obiekcie wybudowanym jeszcze przed II wojną światową. Dotychczasowy stadion określano jako przestarzały i niefunkcjonalny. Zaplanowano, że po oddaniu do użytku nowego obiektu, stary zostanie wyburzony, a w jego miejscu powstanie park wodny.
14 sierpnia 2018, w konkursie na koncepcję architektoniczną budowli, zwyciężył projekt, opracowany przez pracownię 90 Architekci we współpracy z biurem GMT. W uzasadnieniu werdyktu wskazano, że projekt został wybrany ze względu na „prawidłową, porządkującą otoczenie urbanistykę, racjonalną konstrukcję, właściwą komunikację zewnętrzną oraz wewnętrzną, co w efekcie daję spójną, jednoznaczną formę”. Uznano, że obiekt ma „wyjątkową formę”, stanowi „znak w przestrzeni związany z miejscem”, a ponadto daje „możliwość efektownej iluminacji” oraz wykorzystuje „rozwiązania oszczędzające energię”. Pojemność areny ustalono na 11 600 miejsc siedzących, w tym 1217 miejsc przeznaczonych dla zorganizowanych grup kibiców drużyn przyjezdnych. Projekt zakładał, że pierwsze rzędy trybun będą wyniesione względem murawy o 1,5–1,8 metra, a cała widownia zostanie przykryta dachem.
Wewnątrz obiektu zaplanowano pomieszczenia klubowe, gospodarcze i techniczne, punkty gastronomiczne oraz medyczne, a także sale konferencyjne. Elewację stadionu wykonano z prześwitującej, białej membrany wyginającej się w łuk, odsłaniając tym samym część zaplecza technicznego. Na obiekcie przewidziano również iluminację nocną.
24 września 2020 poinformowano o uzyskaniu pozwolenia na budowę. Przetarg na realizację inwestycji ogłoszono 28 grudnia 2020. Po otwarciu ofert 19 lipca 2021 okazało się, że wszystkie propozycje przewyższają pierwotny budżet wynoszący 180 milionów złotych. Po decyzji Rady Miejskiej o zwiększeniu środków finansowych, 4 października 2021 zwycięzcą przetargu ogłoszono firmę Mirbud, która zaproponowała najniższą kwotę – 208,7 milionów złotych. 14 grudnia 2021 podpisano umowę z wykonawcą. W styczniu 2022 r. rozpoczęto prace geodezyjne, a w marcu 2022 r. ogrodzono teren, przystępując do pierwszych robót ziemnych.
13 grudnia 2024 oficjalnie zakończono budowę, przekazując obiekt miastu Opole. Ostateczny koszt budowy wyniósł 185 milionów złotych.
Obiekt jest pierwszym w Polsce tzw. zielonym stadionem, tj. w całości zasilanym przez odnawialne źródła energii. Energię elektryczną produkować będą panele fotowoltaiczne o łącznej mocy około 280 kW, zamontowane z trzech stron dachu: zachodniej, wschodniej i południowej. Źródłem ogrzewania będą pompy ciepła.
19 marca 2025 sponsorem tytularnym stadionu została firma Itaka – największe biuro podróży w Polsce, mające swoją główną siedzibę w Opolu. Od tej pory obiekt funkcjonuje pod nazwą Itaka Arena.

### Otwarcie

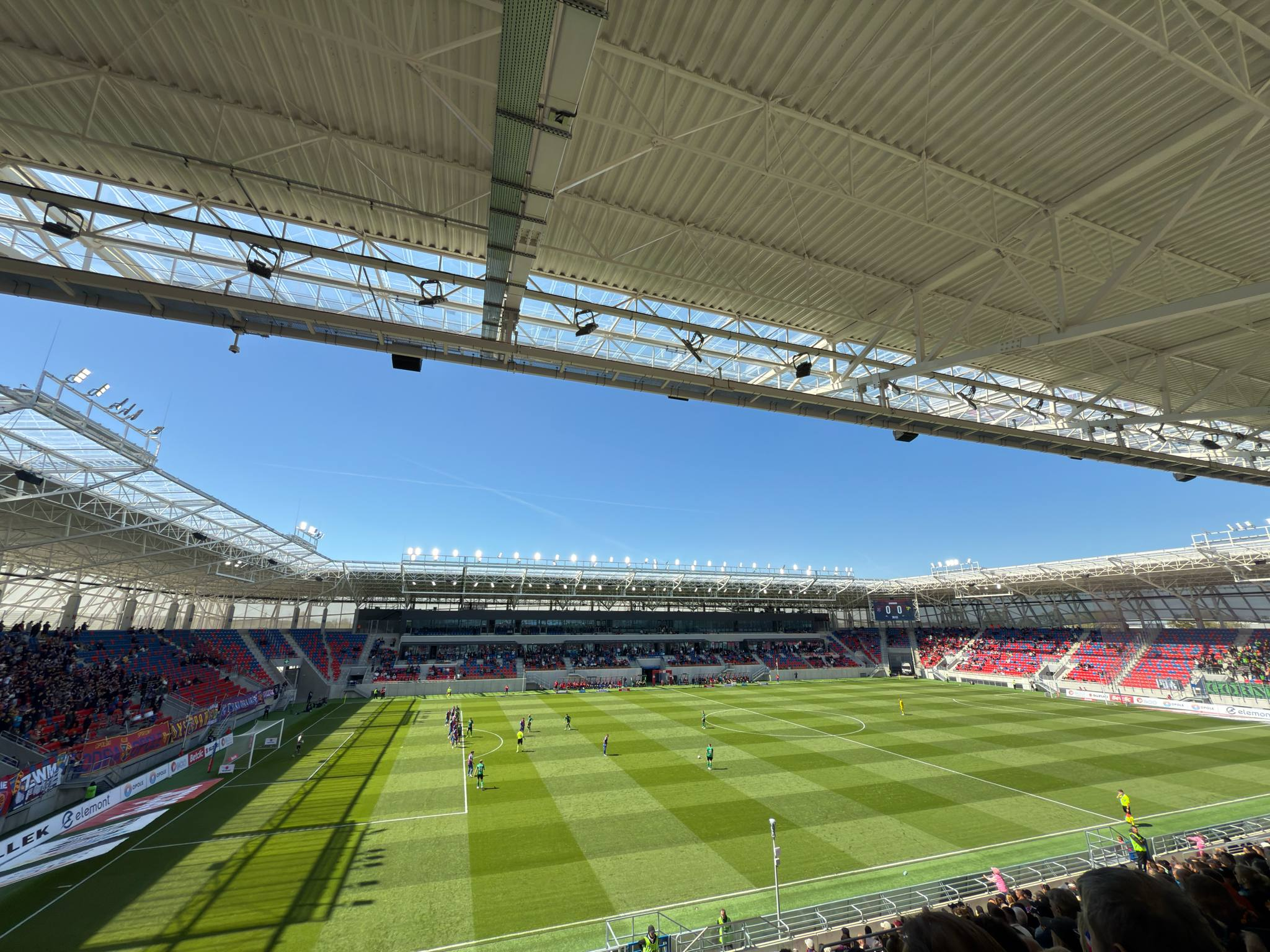
Itaka Arena (Stadion Opolski) podczas meczu 1. Ligi Odra Opole–Górnik Łęczna, 27 kwietnia 2025

W grudniu 2024 roku poinformowano, że inauguracja obiektu odbędzie się 21 marca 2025 podczas meczu towarzyskiego pomiędzy Odrą Opole a 1. FC Magdeburg. To właśnie z tym niemieckim zespołem we wrześniu 1977 r. Odra rozegrała swój ostatni mecz w europejskich pucharach. Był to przegrany dwumecz w ramach Pucharu UEFA sezonu 1977/78.
Zgodnie z planem o 18:30 nastąpiło otwarcie bram, a przed meczem odbyły się występy następujących wykonawców: Feela, Gromee, Zalewskiego oraz Vixena. W wydarzeniu wzięło udział ok. 11 tysięcy osób. Mecz zakończył się wynikiem 1:1. Pierwszego gola w spotkaniu zdobył w 67. minucie dla gości Abu-Bekir El-Zein. W 77. minucie w imieniu gospodarzy odpowiedział Szymon Kobusiński, zdobywając wyrównującą bramkę ze strzału z rzutu wolnego.
Po meczu poinformowano, że w trakcie wydarzenia zostały zdewastowane toalety po stronie stadionu, na której znajdowali się kibice gości. Doszło m.in. do zerwania grzejników, pojemników na papier, naklejenia tzw. wlep oraz bazgrania po ścianach. Władze 1. FC Magdeburg przekazały, że potępiają niszczenie toalet.